# جام جهانی والیبال مردان ۱۹۸۵
اف‌آی‌وی‌بی جام جهانی والیبال مردان ۱۹۸۵ پنجمین دوره از جام جهانی مردان می‌باشد که از ۲۲ نوامبر تا ۱ دسامبر ۱۹۸۵ در ژاپن برگزار گردید.
رقابت‌های این دوره به صورت دوره‌ای انجام شد و تمام تیم‌ها با هم مسابقه دادند (در مجموع ۷ مسابقه برای هر تیم). ایالات متحدهٔ آمریکا برای نخستین بار عنوان قهرمانی جام جهانی را از آن خود کرد.

## نتایج
|      |                     |          | مسابقات | مسابقات | ست‌ها | ست‌ها | ست‌ها  | امتیازها | امتیازها | امتیازها |
| رتبه | تیم                 | امتیازها | برد     | باخت    | برد  | باخت | نسبت  | برد      | باخت     | نسبت     |
| ---- | ------------------- | -------- | ------- | ------- | ---- | ---- | ----- | -------- | -------- | -------- |
| ۱    | ایالات متحده آمریکا | ۱۴       | ۷       | ۰       | ۲۱   | ۴    | ۵٫۲۵۰ | ۳۶۹      | ۲۴۳      | ۱٫۵۱۹    |
| ۲    | اتحاد جماهیر شوروی  | ۱۲       | ۵       | ۲       | ۱۸   | ۸    | ۲٫۲۵۰ | ۳۴۷      | ۲۵۱      | ۱٫۳۸۲    |
| ۳    | چکسلواکی            | ۱۲       | ۵       | ۲       | ۱۶   | ۱۱   | ۱٫۴۵۵ | ۳۵۰      | ۳۱۸      | ۱٫۱۰۱    |
| ۴    | برزیل               | ۱۱       | ۴       | ۳       | ۱۶   | ۱۱   | ۱٫۴۵۵ | ۳۴۹      | ۳۰۱      | ۱٫۱۵۹    |
| ۵    | آرژانتین            | ۱۰       | ۳       | ۴       | ۱۲   | ۱۴   | ۰٫۸۵۷ | ۳۱۳      | ۳۲۴      | ۰٫۹۶۶    |
| ۶    | ژاپن                | ۹        | ۲       | ۵       | ۹    | ۱۵   | ۰٫۶۰۰ | ۲۵۳      | ۲۸۸      | ۰٫۸۷۸    |
| ۷    | کرهٔ جنوبی           | ۹        | ۲       | ۵       | ۸    | ۱۷   | ۰٫۴۷۱ | ۲۵۰      | ۳۲۸      | ۰٫۷۶۲    |
| ۸    | مصر                 | ۷        | ۰       | ۷       | ۱    | ۲۱   | ۰٫۰۴۸ | ۱۴۹      | ۳۲۷      | ۰٫۴۵۶    |

### دور یکم
- میزبان:  اوساکا، ژاپن

| تاریخ     |                     | نتیجه |           | ست ۱  | ست ۲  | ست ۳  | ست ۴ | ست ۵ | مجموع |
| --------- | ------------------- | ----- | --------- | ----- | ----- | ----- | ---- | ---- | ----- |
| ۲۲ نوامبر | چکسلواکی            | ۳–۱   | مصر       | ۱۲–۱۵ | ۱۵–۱۱ | ۱۵–۸  | ۱۵–۳ |      | ۵۷–۳۷ |
| ۲۲ نوامبر | اتحاد جماهیر شوروی  | ۳–۰   | کرهٔ جنوبی | ۱۵–۴  | ۱۵–۷  | ۱۵–۳  |      |      | ۴۵–۱۴ |
| ۲۲ نوامبر | ایالات متحده آمریکا | ۳–۰   | برزیل     | ۱۵–۶  | ۱۵–۱۱ | ۱۵–۱۳ |      |      | ۴۵–۳۰ |
| ۲۲ نوامبر | ژاپن                | ۳–۰   | آرژانتین  | ۱۵–۵  | ۱۵–۱۳ | ۱۵–۶  |      |      | ۴۵–۲۴ |

### دور دوم
- میزبان:  اوساکا، ژاپن

| تاریخ     |                     | نتیجه |                    | ست ۱  | ست ۲  | ست ۳ | ست ۴ | ست ۵  | مجموع |
| --------- | ------------------- | ----- | ------------------ | ----- | ----- | ---- | ---- | ----- | ----- |
| ۲۳ نوامبر | ایالات متحده آمریکا | ۳–۲   | اتحاد جماهیر شوروی | ۱۱–۱۵ | ۱۹–۱۷ | ۱۵–۹ | ۹–۱۵ | ۱۵–۱۲ | ۶۹–۶۸ |
| ۲۳ نوامبر | آرژانتین            | ۳–۰   | مصر                | ۱۵–۴  | ۱۵–۷  | ۱۵–۶ |      |       | ۴۵–۱۷ |
| ۲۳ نوامبر | برزیل               | ۳–۰   | کرهٔ جنوبی          | ۱۵–۸  | ۱۵–۵  | ۱۵–۸ |      |       | ۴۵–۲۱ |
| ۲۳ نوامبر | چکسلواکی            | ۳–۰   | ژاپن               | ۱۵–۱۰ | ۱۵–۹  | ۱۵–۶ |      |       | ۴۵–۲۵ |

### دور سوم
- میزبان:  اوساکا، ژاپن

| تاریخ     |                     | نتیجه |           | ست ۱  | ست ۲  | ست ۳  | ست ۴ | ست ۵ | مجموع |
| --------- | ------------------- | ----- | --------- | ----- | ----- | ----- | ---- | ---- | ----- |
| ۲۴ نوامبر | آرژانتین            | ۳–۱   | چکسلواکی  | ۱۵–۹  | ۱۵–۱۲ | ۱۲–۱۵ | ۱۵–۷ |      | ۵۷–۴۳ |
| ۲۴ نوامبر | ایالات متحده آمریکا | ۳–۰   | کرهٔ جنوبی | ۱۵–۱۳ | ۱۵–۳  | ۱۵–۱  |      |      | ۴۵–۱۷ |
| ۲۴ نوامبر | اتحاد جماهیر شوروی  | ۳–۲   | برزیل     | ۱۵–۷  | ۱۵–۱۳ | ۴–۱۵  | ۵–۱۵ | ۱۵–۹ | ۵۴–۵۹ |
| ۲۴ نوامبر | ژاپن                | ۳–۰   | مصر       | ۱۵–۵  | ۱۵–۳  | ۱۵–۶  |      |      | ۴۵–۱۴ |

### دور چهارم
- میزبان:  ناگویا و هیروشیما، ژاپن

| تاریخ     |                     | نتیجه |           | ست ۱ | ست ۲  | ست ۳  | ست ۴  | ست ۵  | مجموع |
| --------- | ------------------- | ----- | --------- | ---- | ----- | ----- | ----- | ----- | ----- |
| ۲۵ نوامبر | اتحاد جماهیر شوروی  | ۳–۰   | مصر       | ۱۵–۶ | ۱۵–۴  | ۱۵–۶  |       |       | ۴۵–۱۶ |
| ۲۵ نوامبر | ایالات متحده آمریکا | ۳–۲   | آرژانتین  | ۱۵–۷ | ۱۳–۱۵ | ۱۵−۱۷ | ۱۷–۱۵ | ۱۵–۱۳ | ۷۵–۶۷ |
| ۲۵ نوامبر | چکسلواکی            | ۳–۱   | کرهٔ جنوبی | ۱۵–۸ | ۱۲–۱۵ | ۱۵–۹  | ۱۷–۱۵ |       | ۵۹–۴۷ |
| ۲۵ نوامبر | برزیل               | ۳–۱   | ژاپن      | ۲–۱۵ | ۱۵–۷  | ۱۵–۸  | ۱۷–۱۵ |       | ۴۹–۴۵ |

### دور پنجم
- میزبان:  ناگویا و هیروشیما، ژاپن

| تاریخ     |                     | نتیجه |          | ست ۱  | ست ۲ | ست ۳  | ست ۴ | ست ۵  | مجموع |
| --------- | ------------------- | ----- | -------- | ----- | ---- | ----- | ---- | ----- | ----- |
| ۲۶ نوامبر | چکسلواکی            | ۳–۲   | برزیل    | ۱۷–۱۵ | ۱۵–۸ | ۶–۱۵  | ۱۵–۷ | ۱۵–۷  | ۶۸–۶۲ |
| ۲۶ نوامبر | کرهٔ جنوبی           | ۳–۲   | ژاپن     | ۱۵–۸  | ۱۵–۹ | ۱۲–۱۵ | ۹–۱۵ | ۱۵–۱۰ | ۶۶–۵۷ |
| ۲۶ نوامبر | اتحاد جماهیر شوروی  | ۳–۰   | آرژانتین | ۱۵–۳  | ۱۵–۷ | ۱۵–۱۱ |      |       | ۴۵–۲۱ |
| ۲۶ نوامبر | ایالات متحده آمریکا | ۳–۰   | مصر      | ۱۵–۱۱ | ۱۵–۸ | ۱۵–۰  |      |       | ۴۵–۱۹ |

### دور ششم
- میزبان:  توکیو، ژاپن

| تاریخ     |                     | نتیجه |                    | ست ۱  | ست ۲ | ست ۳  | ست ۴  | ست ۵ | مجموع |
| --------- | ------------------- | ----- | ------------------ | ----- | ---- | ----- | ----- | ---- | ----- |
| ۳۰ نوامبر | ایالات متحده آمریکا | ۳–۰   | ژاپن               | ۱۵–۱۰ | ۱۵–۵ | ۱۵–۲  |       |      | ۴۵–۱۷ |
| ۳۰ نوامبر | چکسلواکی            | ۳–۱   | اتحاد جماهیر شوروی | ۱۷–۱۵ | ۱۵–۹ | ۶–۱۵  | ۱۵–۶  |      | ۵۳–۴۵ |
| ۳۰ نوامبر | برزیل               | ۳–۱   | آرژانتین           | ۱۴–۱۶ | ۱۵–۸ | ۱۵–۸  | ۱۵–۱۲ |      | ۵۹–۴۴ |
| ۳۰ نوامبر | کرهٔ جنوبی           | ۳–۰   | مصر                | ۱۵–۴  | ۱۵–۷ | ۱۵–۱۱ |       |      | ۴۵–۲۲ |

### دور هفتم
- میزبان:  توکیو، ژاپن

| تاریخ     |                     | نتیجه |           | ست ۱  | ست ۲  | ست ۳  | ست ۴  | ست ۵ | مجموع |
| --------- | ------------------- | ----- | --------- | ----- | ----- | ----- | ----- | ---- | ----- |
| ۰۱ دسامبر | ایالات متحده آمریکا | ۳–۰   | چکسلواکی  | ۱۵–۱۱ | ۱۵–۵  | ۱۵–۹  |       |      | ۴۵–۲۵ |
| ۰۱ دسامبر | آرژانتین            | ۳–۱   | کرهٔ جنوبی | ۱۵–۳  | ۱۰–۱۵ | ۱۵–۱۲ | ۱۵–۱۰ |      | ۵۵–۴۰ |
| ۰۱ دسامبر | برزیل               | ۳–۰   | مصر       | ۱۵–۶  | ۱۵–۸  | ۱۵–۱۰ |       |      | ۴۵–۲۴ |
| ۰۱ دسامبر | اتحاد جماهیر شوروی  | ۳–۰   | ژاپن      | ۱۵–۷  | ۱۵–۷  | ۱۵–۵  |       |      | ۴۵–۱۹ |

## رده‌بندی نهایی
| رتبه | تیم                 |
| ---- | ------------------- |
| 1    | ایالات متحده آمریکا |
| 2    | اتحاد جماهیر شوروی  |
| 3    | چکسلواکی            |
| ۴    | برزیل               |
| ۵    | آرژانتین            |
| ۶    | ژاپن                |
| ۷    | کرهٔ جنوبی           |
| ۸    | مصر                 |

| قهرمان جام جهانی ۱۹۸۵                |
| ------------------------------------ |
| · ایالات متحده آمریکا · نخستین عنوان |

| فهرست ۱۱ نفره |
| کارچ کیرالی، کریگ باک، داستی دووژاک، الدیس برزینس، پاتریک پاورز، استیون سالمونز، دیو ساندرز، استیون تیمونس، جف استورک، داگلاس پارتی، باب ستورتلیک |
| سرمربی: |
| Gary Sato |

## جوایز
| - باارزش‌ترین بازیکن کارچ کیرالی - بهترین اسپک زننده رنان دال زوتو - بهترین دفاع کننده میانی استفان چریستیانسکی | - بهترین پاسور داستی دووژاک - بهترین توپ گیرنده الدیس برزینس - بهترین سرویس زننده یاروسلاو آنتونوف |